# آبجکتوفیلیا

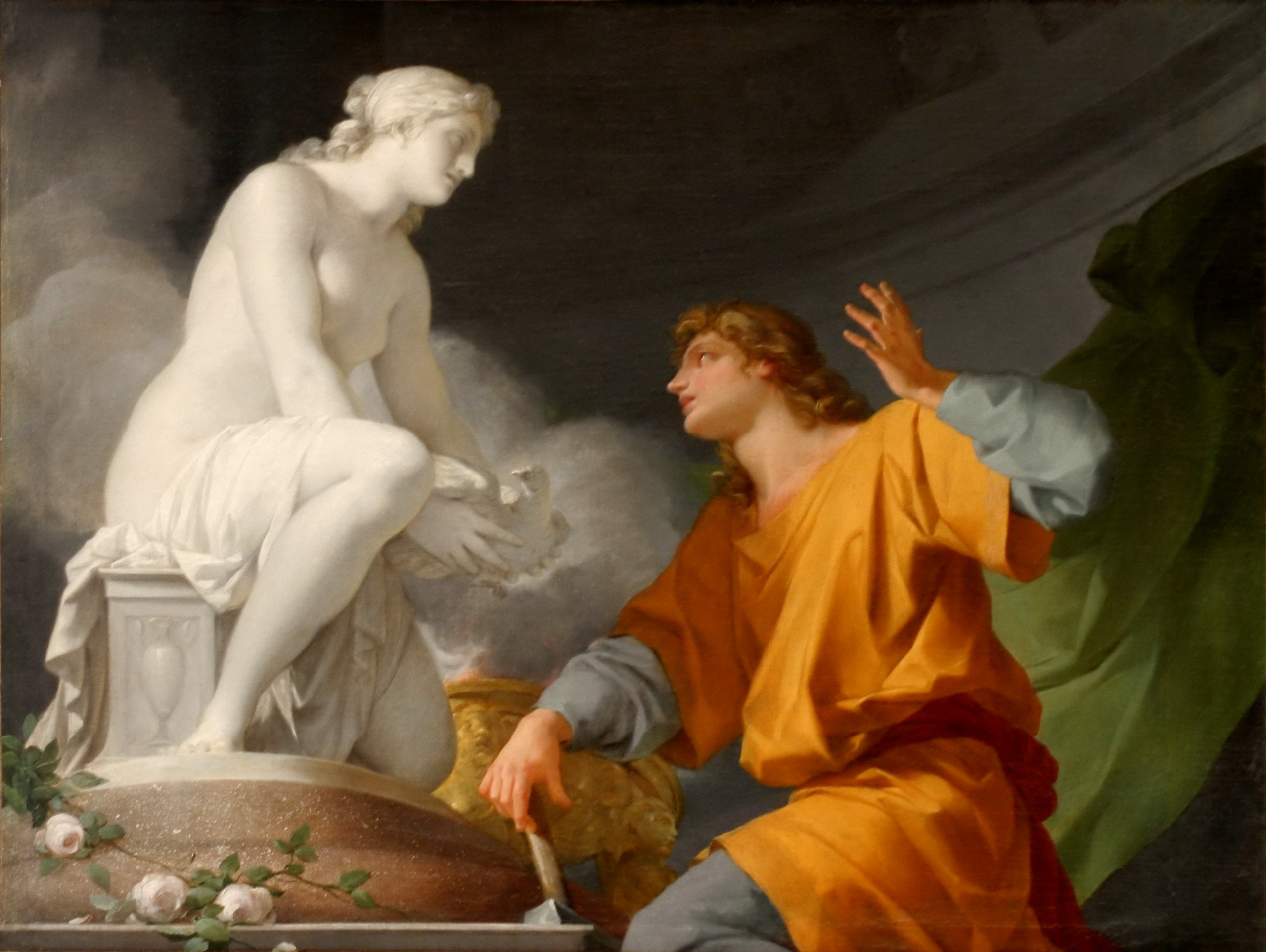
پیگمالیون اثر ژان-بتیست رگنو به سال ۱۷۸۶ در کاخ ورسای

آبجکتوفیلیا (انگلیسی: objectophilia) یا تمایل جنسی به اشیاء (انگلیسی: Object sexuality) یا چیزدوستی، یک شکل از جاذبه جنسی یا عاشقانه نسبت به چیزهای بی‌جان است. افرادی که این تمایل را از خود نشان می‌دهند ممکن است نسبت به اشیاء یا ساختارهای ویژه‌ای احساس محبت و تعهد شدید داشته باشند. برای چنین افرادی روابط جنسی یا عاطفی نزدیک با یک انسان دیگر، قابل درک نیست. برخی از افراد چیزدوست نیز غالباً به زنده‌انگاری، یعنی باور به این‌که چیزها دارای روح، هوش، احساس و توانایی برقراری ارتباط هستند، معتقدند.

## پژوهش
در سال ۲۰۰۹، امی مارش، یک متخصص مسائل جنسی، از ۲۲ عضو انگلیسی‌زبان اریکا آیفل، یک گروه پشتیبان چیزدوستی، در رابطه تجربیات جنسیشان نظر سنجی کرد. نزدیک به نیمی از آنها نشانه‌هایی از طیف اختلالات اوتیسم را از خود بروز دادند. به گفته مارش، «احساسات و تجربیات گزارش شده توسط افراد با تعاریف کلی گرایش‌های جنسی با آنچه در مقاله انجمن روان‌شناسی آمریکا در مورد گرایش‌های جنسی و همجنس‌گرایی … [که] گرایش جنسی فرد را با احساسات و خودپنداره او مرتبط می‌داند، مطابقت دارد.»

## اریکا آیفل
در سال ۲۰۰۹، اریکا آیفل در صبح به‌خیر آمریکا و شوی تایرا بنکس ظاهر شد و امی مارش برای بحث در مورد ازدواجش با برج ایفل و اینکه چگونه چیزدوستی او به او کمک کرد تا یک کماندار قهرمان جهان شود صحبت کرد. مارش نتایج نظرسنجی و عقیده خود مبنی بر اینکه چیزدوستی می‌تواند یک گرایش واقعی جنسی باشد را به اشتراک گذاشت و استدلال کرد که اگر ضربه روانی در دوران کودکی عامل این مسئله باشد، افراد چیزدوست بیشتری وجود خواهد داشت. آیفل، که نام خانوادگی خود را پس از «ازدواج» با برج ایفل در سال ۲۰۰۷ پذیرفته بود، اواس اینترنشنال، یک وب سایت آموزشی و جامعه آنلاین بین‌المللی را برای کسانی که چیزدوست هستند یا مایلند در این باره پژوهش کنند، تأسیس کرد.

## ادبیات
مارش رفتارهای چیزدوستانه را در ادبیات کلاسیک می‌بیند. وی معتقد است ویکتور هوگو، در گوژپشت نوتردام به این مقوله اشاراتی داشته است.

## فرهنگ عامه

### در زندگی واقعی
- در سال ۲۰۰۷ اریکا آیفل با برج ایفل ازدواج کرد.[۸][۹]
- در سال ۲۰۱۰ مجله زن روز دربارهٔ ده عاشقانه بین مردم و چیزها مقاله نوشت. از آن جمله می‌توان به مواردی چون احساس جنسی به دیوار برلین، ماشین اسباب‌بازی، بالش، شخصیت‌های بازی ویدیویی نینتندو، فولکس واگن قورباغه‌ای، مرکز تجارت جهانی، لوکوموتیو بخار، آی‌بوک و سامانه‌های پرداخت فلزات اشاره کرد.[۱۰]
- در سال ۲۰۱۱، شبکه نشنال جئوگرافیک در یک مجموعه تلویزیونی به نام تابو به این مسئله پرداخت.
- در مارس ۲۰۱۲ شبکه تی‌ال‌سی در مجموعه تلویزیونی «اعتیاد عجیب من» داستان مردی به نام ناتانیل را نمایش داد که از نظر عاطفی و جنسی به اتومبیل خود جذب شده بود. ناتانیل به اندرسون کوپر گفت که جت اسکی و هواپیما نیز او را جذب می‌کند.[۱۱]
- در سال ۲۰۱۳ یک زن استرالیایی به نام «جودی رز» با پل شیطان در فرانسه ازدواج کرد.[۱۲]
- در مجموعه تلویزیونی «ممنوعه» از شبکه تلویزیونی دیسکاوری به داستان زندگی مرد هلندی پرداخته شد که عاشق دوچرخه خود شده‌بود.[۱۳]
- در سال ۲۰۱۶ مردی اجازه ازدواج با رایانهٔ خود را از سوی مقام‌ها نیافت.[۱۴]

### فیلم و تلویزیون
- شخصیت لی سوئیفت در کمدی-درام بوستون لیگال (۲۰۰۴–۲۰۰۸)، در واقع یک شخص چیزدوست است.
- شخصیت تد مازبی در مجموعه تلویزیونی معروف آشنایی با مادر (۲۰۰۵–۲۰۱۴) در یک فلش‌بک متهم به چیزدوستی نسبت به ساختمان امپایر استیت می‌شود.
- ریچارد بورگی در «آلگرا کالدریا»، یک قسمت از مجموعه جراحی پلاستیک (۲۰۰۹)، یک جراح پلاستیک را نشان می‌دهد که علاقه زیادی به مبلمان دارد.
- در یک مجموعه تلویزیونی از شبکه بی‌بی‌سی به نام «تلفات» با عنوان «چیزدوستی» که در سال ۲۰۱۵ پخش شد، به این مسئله پرداخته شده است. داستان این قسمت در مورد یک زن بی‌تجربه از نظر جنسی است که عاشق ساختمانی شده که قرار است به زودی تخریب شود. با پایان یافتن قسمت این شخصیت که با جراحات سطحی بستری شده بود اعلام می‌کند عشق جدیدش به بیمارستان شهر هالبی تغییر کرده است.
- کیت دیک، طراح لباس، در مجموعه تلویزیونی لوناتیکس (۲۰۱۹)، پخش شده از نتفلیکس، خود را «چیزدوست» توصیف می‌کند و مدعی می‌شود عاشق یک صندوق پول اعتراف است. او آن صندوق را را کارن صدا می‌زند.
- در مجموعه باب‌اسفنجی شلوارمکعبی همسر شخصیت پلانکتون یک کامپیوتر است.
- در مجموعه کارتون‌ها، فیلم‌ها و فیلم‌های موسیقی‌دار ساخته شده با نام «خانواده آدامز»، شخصیت فستر، عاشق ماه است.

### ادبیات
- مجموعه کتاب‌های مصور وی مثل وندتا در دهه ۱۹۸۰ به‌شدت این را القا می‌کند که آدام ساتلر، ضدقهرمان اصلی، از نظر جنسی جذب ابررایانه‌ای به نام «سرنوشت» می‌شود.
- داستان کوتاه لاوی تیدار به نام «زنی که عاشق پل هانگفورد شد»، که در سال ۲۰۱۴ در مجله امبیت منتشر شد، عاشقانه‌ای است بین زنی چیزدوست و پل هانگفورد در شهر لندن.

### موسیقی
- آلبوم انفرادی بیگ بوی به نام «دروغ‌های شریرانه و شایعات خطرناک»، که در سال ۲۰۱۲ منتشر شد، آهنگی دارد به نام «چیزدوستی».[۱۵]
- در موزیک‌ویدیوی کیز ان کریتز برای آهنگ «نجاتم بده» با حضور کتی بی، به چیزدوستی پرداخته شده است.[۱۶]